# Aeschremon kabylalis
Aeschremon kabylalis is een vlinder uit de familie van de grasmotten (Crambidae), uit de onderfamilie van de Odontiinae. De wetenschappelijke naam van deze soort is voor het eerst voorgesteld als Tegostoma kabylalis door Hans Rebel in een publicatie uit 1902.
De soort komt voor in Algerije, Egypte en Saudi-Arabië.